# Reiner Stockhausen
Reiner Stockhausen (geboren 7. März 1962 in Aachen) ist ein deutscher Spieleautor, der vor allem durch sein 2015 erschienenes Spiel Orléans bekannt wurde. Dieses Spiel wurde zum Kennerspiel des Jahres nominiert und erreichte bei der Wahl zum Deutschen Spielepreis den zweiten Platz. Er ist zudem Gründer und Geschäftsführer des Spieleverlages dlp games in Herzogenrath.

## Biografie
Reiner Stockhausen begann Ende der 1990er Jahre damit, Spiele zu entwickeln. Sein erstes veröffentlichtes Spiel Freibeuter erschien 1998 beim Hans im Glück Verlag und wurde beim Deutschen Spielepreis auf den 10. Platz gewählt. 1999 erschien das Kartenspiel Dolce Vita und 2002 Die Sieben Waisen bei Ravensburger.
Von 2007 bis 2009 war Stockhausen 2. Vorsitzender des Spiele-Autoren-Zunft e. V. (SAZ). Er ist Gründer und Geschäftsführer des Spieleverlages dlp games in Herzogenrath, bei dem seit 2009 seine und weitere Spiele erscheinen. Bis 2014 erschienen einige weitere Spiele, bis Stockhausen mit Orléans sein bislang erfolgreichstes Spiel bei dlp games veröffentlichte. Das Spiel wurde mit mehreren Preisen ausgezeichnet, unter anderem war es zum Kennerspiel des Jahres nominiert und erreichte bei der Wahl zum Deutschen Spielepreis den zweiten Platz. Als Nachfolger erschienen 2016 das Spiel Böhmische Dörfer und 2017 Altiplano; letzteres erreichte den 10. Platz des Deutschen Spielepreises 2018.

## Ludografie
- 1998: Freibeuter (Hans im Glück)
- 1999: Dolce Vita (Hans im Glück)
- 2002: Die Sieben Waisen (Ravensburger)
- 2006: Schillerstraße: Das Spiel (Clementoni; mit Jens-Peter Schliemann)
- 2006: Null & Nichtig (Amigo)
- 2007: Michael Bully Herbig Spiel: Trilogie (Clementoni)
- 2009: Schwarze Löcher (Gerhards Spiel und Design)
- 2009: Crazy Kick (dlp games; ursprünglich als Fußball Ligretto, Schmidt Spiele 2006)
- 2009: Lübeck (dlp games)
- 2011: Siberia (dlp games)
- 2012: Siberia: Das Kartenspiel (dlp games)
- 2014: Orléans (dlp games)
- 2014: Scheffeln (dlp games)
- 2016: Böhmische Dörfer (dlp games)
- 2017: Altiplano (dlp games)
- 2018: Moorea (dlp games)

## Auszeichnungen (Auswahl)
- Kennerspiel des Jahres
  - Orléans: Nominierung 2015
- Deutscher Spiele Preis
  - Freibeuter: Platz 10 1998
  - Orléans: Platz 2 2015
  - Altiplano: Platz 10 2018
- Österreichischer Spielepreis
  - Orléans: Spiele-Hit für Experten 2015
- Schweizer Spielepreis
  - Fußball Ligretto: Gewinner Kategorie Familienspiele
- Niederländischer Spielepreis
  - Orléans: Gewinner Experten 2017
- MinD-Spielepreis
  - Orléans: Gewinner Experten 2017